# Olga Anatoljewna Donzowa

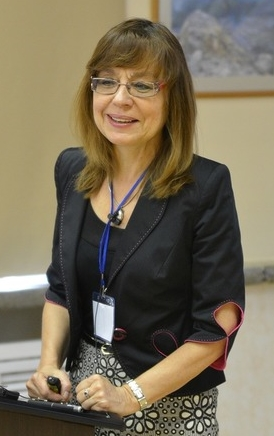
Olga Anatoljewna Donzowa (2016)

Olga Anatoljewna Donzowa (russisch Ольга Анатольевна Донцова; * 7. Januar 1959 in Moskau) ist eine sowjetische bzw. russische Biochemikerin und Hochschullehrerin.

## Leben
Donzowa studierte an der Lomonossow-Universität Moskau (MGU) in der Chemie-Fakultät mit ausgezeichnetem Abschluss. Darauf war sie wissenschaftliche Mitarbeiterin des Lehrstuhls für natürliche Verbindungen der Chemie-Fakultät der MGU und arbeitete im Moskauer Beloserski-Forschungsinstitut für Physikalisch-Chemische Biologie der MGU.
Die Kandidat-Dissertation über die Topografie des mRNA-Bindungszentrums der Ribosome verteidigte Donzowa 1991 mit Erfolg für die Promotion zur Kandidatin der chemischen Wissenschaften. Ihre Doktor-Dissertation in Form eines Berichts über Entwicklung chemischer Methoden zur Untersuchung der Struktur und Funktionen komplexer Ribonukleoprotein-Systeme verteidigte sie 1997 mit Erfolg für die Promotion zur Doktorin der chemischen Wissenschaften.
Seit 1999 ist Donzowa Professorin für Bioorganische Chemie am Lehrstuhl für natürliche Verbindungen der Chemie-Fakultät der MGU. 2003 wurde sie Leiterin des Laboratoriums für Ribonukleoproteine. 2009 wurde sie Leiterin des Lehrstuhls. Seit 2011 leitet sie die Abteilung für Struktur und Funktionen der Ribonukleinsäuren.
Nachdem sie 2006 zum Korrespondierenden Mitglied der Russischen Akademie der Wissenschaften (RAN) gewählt worden war, erfolgte 2016 die Wahl zu deren Vollmitglied. 2022 wurde sie Präsidiumsmitglied der RAN.

## Ehrungen, Preise
- Preis der Academia Europaea für junge Wissenschaftler (1994).[2]
- Soros-Professor (1999, 2000).[2]
- Beloserski-Preis (2016)[1]
- A.-N.-Bach-Preis (2020)[1]
- Orden der Freundschaft (2024)[4]